# Mansidão
Mansidão is een gemeente in de Braziliaanse deelstaat Bahia. De gemeente telt 12.244 inwoners (schatting 2009).

## Aangrenzende gemeenten
De gemeente grenst aan Barra, Buritirama, Cotegipe, Santa Rita de Cássia en Júlio Borges (PI).

## Verkeer en vervoer
De plaats ligt aan de weg BA-351.